# ECWCS (однострій)
ECWCS (англ. Extended Cold Weather Clothing System, ECWCS, «еквакс», дослівно — «розширена система одягу для холодної погоди») — американський багатошаровий високотехнологічний військовий однострій, призначений для забезпечення комфорту для військових в умовах холодної та екстремально холодної погоди (при температурі від −50 до +5 °C). Перше покоління однострою розроблено у 1980-х роках компанією U.S. Army Natick Soldier Center. Концепція системи ECWCS полягає в тому, що військовослужбовець має сталий набір елементів одягу, та вдягає певну їх комбінацію, відповідно до погодних умов та режимів експлуатації, що забезпечує максимальний комфорт.
Систему ECWCS та її модифікації взято на озброєння збройними силами США. Застосовується разом із іншими військовими одностроями: ACU (Army Combat Uniform), MCCUU (Marine Corps Combat Utility Uniform), NWU (Navy Working Uniform) та іншими.
Станом на 2013 рік у збройних силах США застосовувалося друге та третє покоління системи ECWCS, четверте покоління перебувало в розробці. Є багато компонентів ECWCS, їх копій та аналогів, виготовлених різними компаніями, що призначені для продажу цивільним. Такі речі мають попит у мисливців, рибалок, туристів, спортсменів-екстремалів, страйкболістів.

## Історія
У сучасній історії є приклади військових кампаній, в яких військові дуже страждали через сильний холод та відсутність відповідного одягу. Серед таких прикладів — Друга світова та Корейська війни, в яких через холодну погоду сталося близько 10 % усіх нещасних випадків в американській армії. Серед проблем традиційного військового одягу також були: велика вага речей, низьке паропроникнення (підвищене потіння та повільне відведення поту), швидке намокання одягу у вологих умовах. Розробка та широке впровадження системи ECWCS вирішили ці проблеми.
Перше покоління ECWCS мало на меті заміну теплого одягу, яким користувалась армія ще з 1950-х років. Дарма що уніформу неодноразово модернізували протягом 60—70-х років, ці модернізації не використали усіх можливостей сучасних технологій. ECWCS першого покоління (Gen. 1) спочатку вироблялася тільки в кольоровій схемі Woodland, тогочасного лісового камуфляжу. Пізніше був розроблений варіант з пустельним кольором камуфляжу.
2006 року, вже досить популярна в армії, система ECWCS була частково оновлена. Зокрема, другий шар замінили речами з високотехнологічного флісу марки Polartec®. Ці зміни були оцінені як важливі, і нова система отримала назву ECWCS Gen. II. Ця система застосовувалась разом із системою третього покоління.
Під час афганської кампанії, американські військові потрапили в дуже суворі кліматичні умови гірського Афганістану, що прискорило впровадження та модернізацію системи ECWCS. Для тестування нового (третього) покоління системи обрали 10-ту гірсько-піхотну дивізію (англ. 10th Mountain Division), яка провела випробування ECWCS Gen. III протягом 2006—2007 рр. Під час операції «Гірський лев» (2006) новий одяг допоміг військовим «10-ї гірської» утриматися в афганських горах, коли їх вороги, таліби, мусили облишити свої гірські схованки через сильний холод у листопаді.
Після отримання на озброєння третього покоління, система ECWCS стала основним одягом армії США для холодних умов.

## Економіка
Розробку, замовлення та постачання системи ECWCS Gen. III (а також APECS для морської піхоти та ВПС) здійснює американська урядова організація PEO Soldier. Генеральним підрядником є корпорація ADS (Atlantic Diving Supply, Inc.), що 2007 року отримала контракт на суму в 1,1 мільярда доларів. До виробництва залучено 15 виробників одягу та 6 текстильних компаній. Всього у 2011 році для потреб армії замовлено 1,8 мільйона комплектів ECWCS Gen. III.

## Матеріали
Американський військовий одяг має тенденцією до переходу від традиційних натуральних матеріалів — вовни та бавовни — до ефективніших високотехнологічних синтетичних матеріалів: флісу, мембранних та інкапсуляційних тканин тощо. Військові також виявляють інтерес до особливих характеристик матеріалів, як то: наднизька вага, захист від порізів, самоочищення, поглинання інфрачервоного випромінювання (що робить солдатів майже невидимими у приладах нічного бачення).

## I покоління
Перше покоління (Gen I) системи складалося з 23-х речей:
- Шар 1, що відводить вологу (піт): нижня білизна — кофта та кальсони з поліпропілену;
- Шар 2, що зігріває: кофта та штани з поліестеру[10] («костюм ведмедя», англ. bear suit), стьобана підстібка під штани третього шару;
- Шар 3, що зігріває: стьобана підстібка до куртки та польових штанів із нейлону та бавовни;
- Шар 4, що захищає від дощу та вітру: мембранні парка (куртка з відлогою, аляска) та штани;
- Шар 5, зимовий камуфляж: білі чохли на парку та штани;
- Дві пари різних рукавичок та аксесуари до них;
- Кашкет та балаклава;
- Шкарпетки з нейлону, черевики для холодної погоди («черевики Міккі-Мауса») та черевики для екстремально холодної погоди («черевики Банні»)[11];
- Підтяжки.

Верхній одяг був, здебільшого, кольорів лісового камуфляжу — Woodland, який був основним камуфляжем армії США до 2006 року.

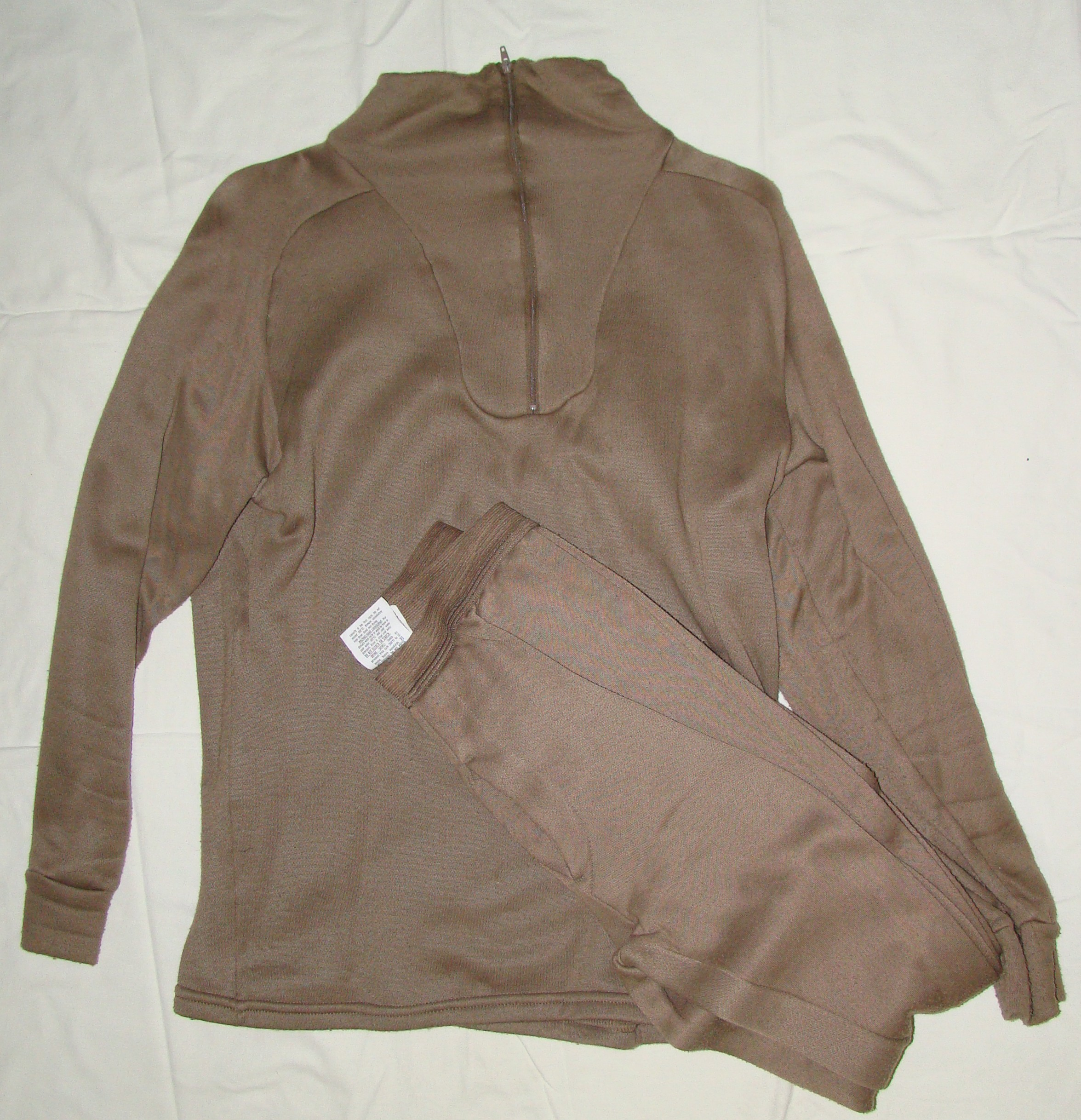
Шар 1, нижня білизна
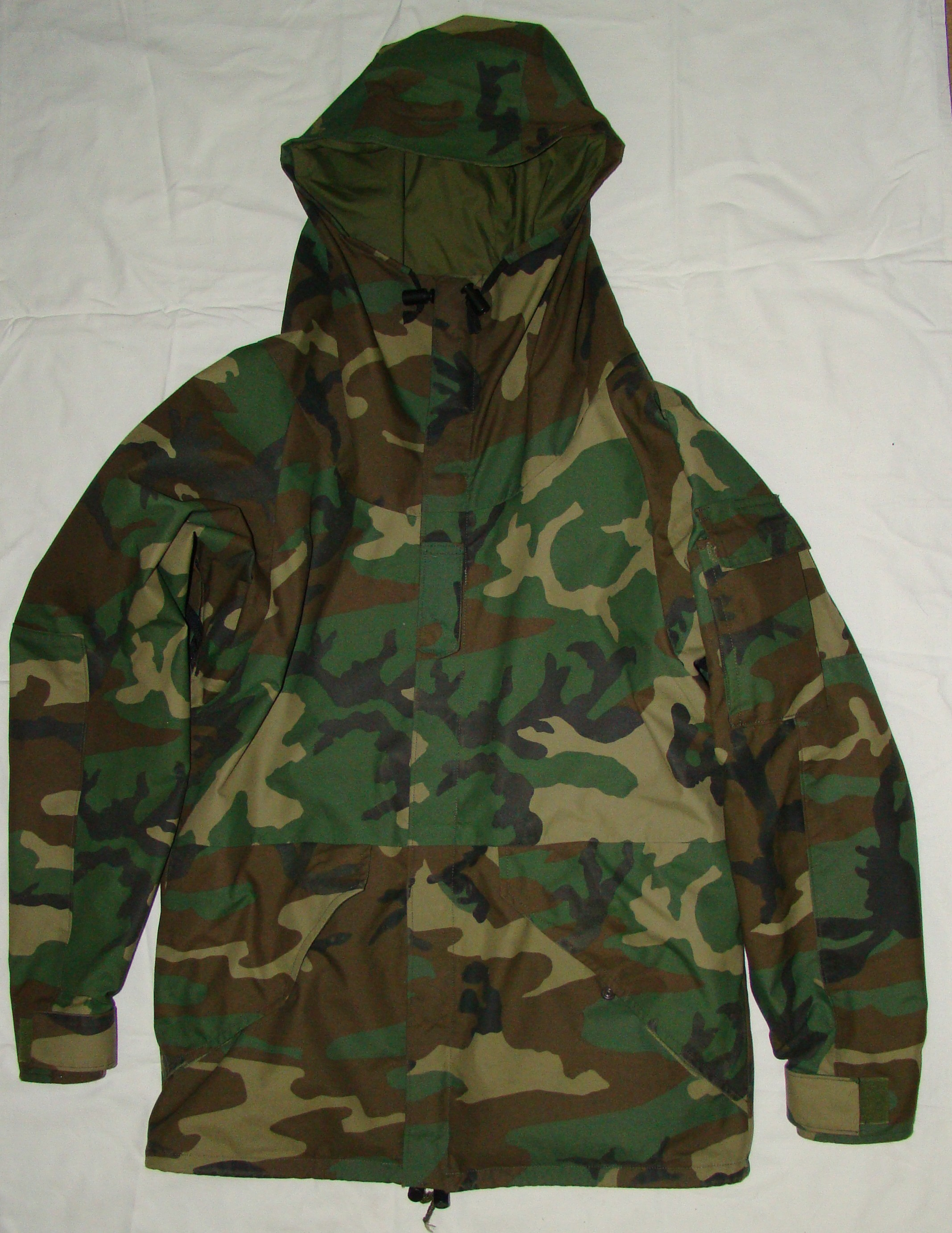
Шар 4, парка
Камуфляжний візерунок «Woodland»

## II покоління
Хоча досвід використання першого покоління ECWCS вважався успішним, 2005 року запропоновано зміни до деяких елементів системи, і з серпня 2006 року запроваджено друге покоління, Gen II. Система не зазнала докорінних змін, змінено лише наступні частини:
- Шар 2: кофта та штани другого шару замінені кофтою та напівкомбінезоном з флісу Polartec® Classic 300 та Polartec® Classic 200 відповідно[12];
- Шар 4: поліпшено матеріал та фасон мембранної парки та штанів.

Незначних змін також зазнала номенклатура нижньої білизни.
У той же час для потреб морської піхоти та ВПС запроваджено систему APECS (англ. All Purpose Environmental Clothing System), всі компоненти якої були ідентичні до ECWCS Gen II, окрім спеціально розробленого для морпіхів та ВПС 4-го шару (парки та штанів). Цей шар залишився незмінним і після взяття на озброєння армії ECWCS Gen III.
Верхній одяг системи APECS виготовляється з цифровим камуфляжем американської морської піхоти MARPAT (англ. MARine PATtern) в лісовій та пустельній версіях та з камуфляжем Tigerstripe, що використовується на одностроях ABU (англ. Airman Battle Uniform) американських ВПС.

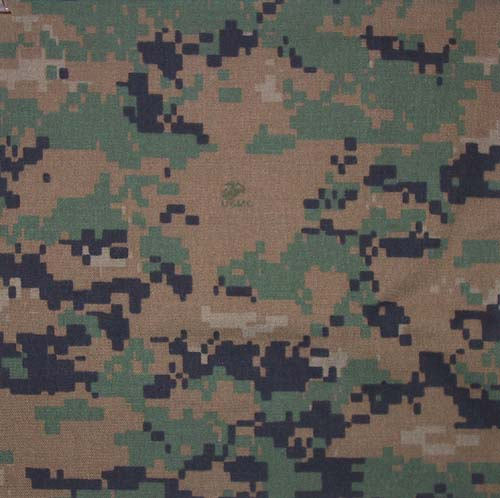
Лісова версія камуфляжа американської морської піхоти MARPAT
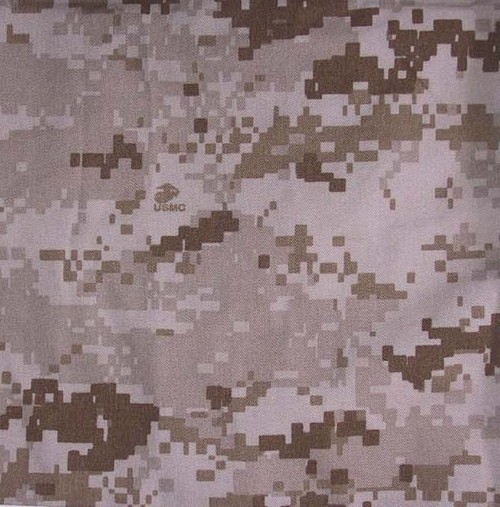
Пустельна версія камуфляжа MARPAT
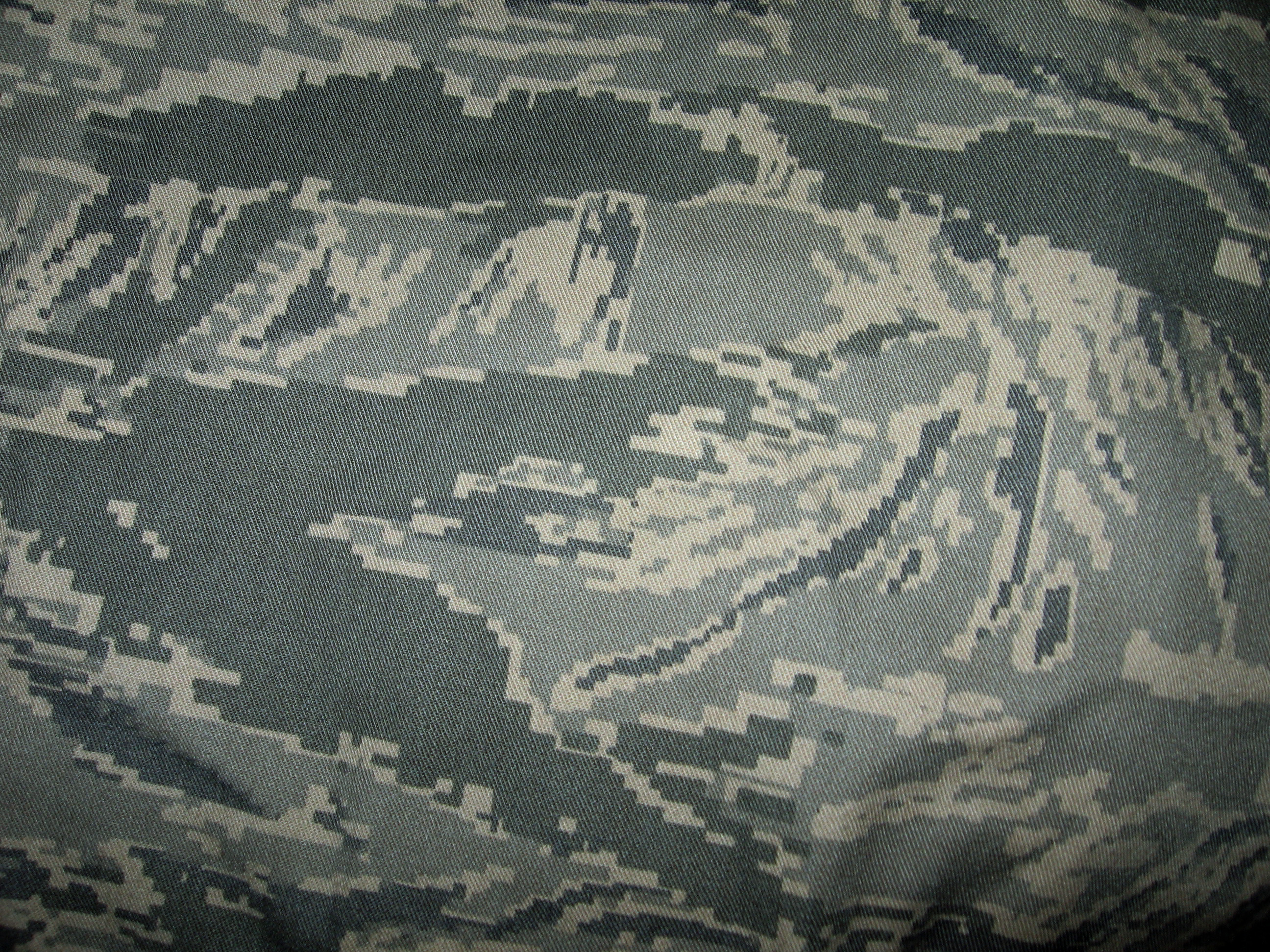
Однострій ABU американських ВПС з піксельною версією камуфляжа Tigerstripe

## III покоління
Запровадження третього покоління екваксу почалось у серпні 2007 року. Система ECWCS Gen III складається з 12 основних компонентів, які розділено на 7 шарів, і великої кількості головних уборів, взуття, рукавичок та аксесуарів.
| Шар | Компонент                   | Зображення | Призначення | Матеріал                                                        | Колір                              | Вага, кг | Кількість у комплекті |
| --- | --------------------------- | ---------- | --- | --------------------------------------------------------------- | ---------------------------------- | -------- | --------------------- |
| I   | Легка кофта                 |            | Нижня білизна, що прилягає до тіла. Відведення вологи (поту)                                                              | Поліестер або мікрофліс Polartec® Power Dry®, тонкий та легкий  | Піщаний (англ. Sand)               | 0,16     | 2                     |
| I   | Легкі кальсони              |            | Нижня білизна, що прилягає до тіла. Відведення вологи (поту)                                                              | Поліестер або мікрофліс Polartec® Power Dry®, тонкий та легкий  | Піщаний (англ. Sand)               | 0,14     | 2                     |
| II  | Напівлегка кофта            |            | Вільна нижня білизна. Відведення вологи, зігрівання                                                                       | Polartec® Power Dry® Grid, щільний сітчастий фліс               | Піщаний                            | 0,32     | 1                     |
| II  | Напівлегкі кальсони         |            | Вільна нижня білизна. Відведення вологи, зігрівання                                                                       | Polartec® Power Dry® Grid, щільний сітчастий фліс               | Піщаний                            | 0,27     | 1                     |
| III | Куртка без каптура          |            | Основний шар, що зігріває; у деяких випадках застосовується як верхній одяг                                               | Polartec® Thermal Pro®, щільний ворсистий фліс, що імітує хутро | Сіро-зелений (англ. Foliage Green) | 0,48     | 1                     |
| IV  | Куртка-вітрівка без каптура |            | Верхній одяг. Захист від вітру та дощу. Може вдягатися зверху бронежилета                                                 | Нейлон, спандекс                                                | Камуфляж                           | 0,34     | 1                     |
| V   | Куртка-софтшел              |            | Зігрівання, захист від вітру та дощу; верхній одяг або вдягання під парку за екстремального холоду                        | Нейлон, лайкра, інкапсуляційний матеріал Epic®                  | Камуфляж                           | 0,68     | 1                     |
| V   | Штани-софтшел               | 0,73       | Зігрівання, захист від вітру та дощу; верхній одяг або вдягання під парку за екстремального холоду                        | Нейлон, лайкра, інкапсуляційний матеріал Epic®                  | Камуфляж                           | 1        |                       |
| VI  | Куртка з каптуром           |            | Верхній одяг для захисту від сильного холодного вітру та дощу                                                             | Мембранний матеріал Gore-Tex® Paclite®                          | Камуфляж                           | 0,34     | 1                     |
| VI  | Штани                       |            | Верхній одяг для захисту від сильного холодного вітру та дощу                                                             | Мембранний матеріал Gore-Tex® Paclite®                          | Камуфляж                           | 0,39     | 1                     |
| VII | Парка — куртка з каптуром   |            | Верхній шар одягу для екстремально холодних умов. Захищає від опадів, вітру, холоду, поглинає інфрачервоне випромінювання | Інкапсуляційний матеріал Epic®, наповнювач PrimaLoft® Sport     | Сірий (англ. Urban Gray)           | 1,05     | 1                     |
| VII | Штани                       |            | Верхній шар одягу для екстремально холодних умов. Захищає від опадів, вітру, холоду, поглинає інфрачервоне випромінювання | Інкапсуляційний матеріал Epic®, наповнювач PrimaLoft® Sport     | Сірий (англ. Urban Gray)           | 0,95     | 1                     |

Для фарбування верхніх елементів системи ECWCS використовується камуфляжний візерунок UCP, який має лише одну «універсальну» кольорову гаму. Із часу впровадження в 2004 році камуфляж UCP піддавали критиці, і в 2014 остаточно замінили новим камуфляжним візерунком OCP, що був розроблений на основі комерційного камуфляжу MultiCam, американської компанії Crye Precision. Чи буде фарбуватись третє покоління ECWCS у кольори OCP, наразі[коли?] невідомо.

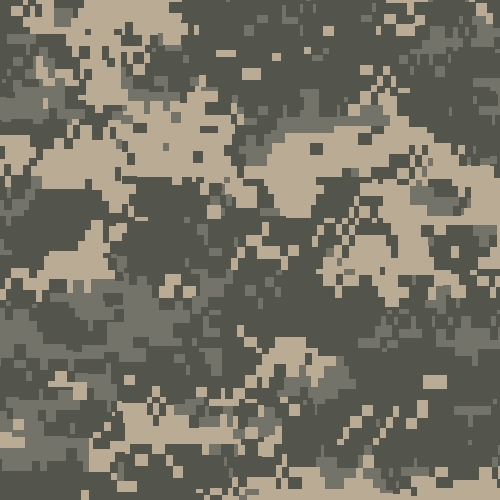
Шаблон візерунку камуфляжа UCP
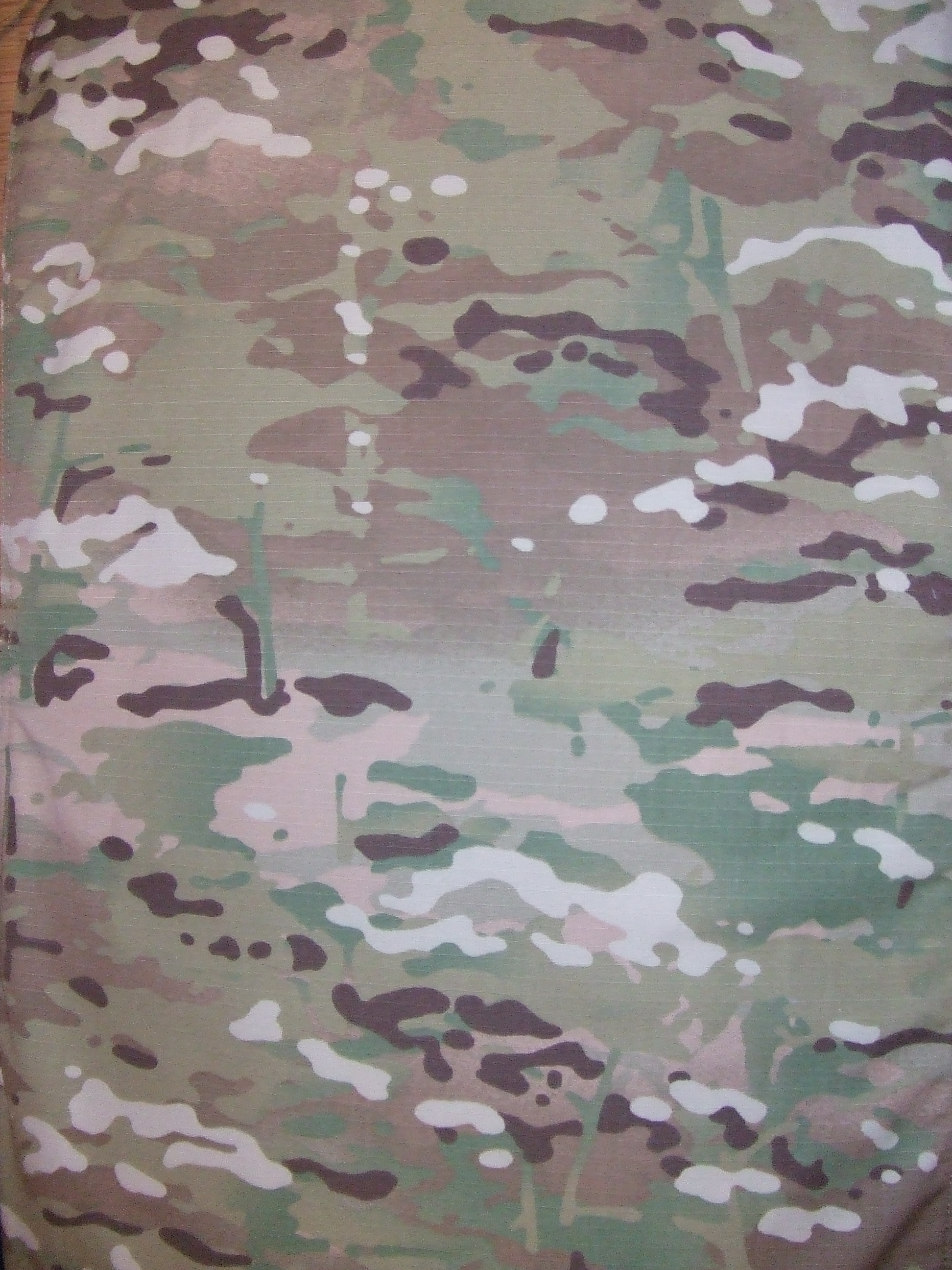
Шаблон візерунку камуфляжа OCP /MultiCam

### Рекомендації з застосування
Нижче в таблиці наведено загальні рекомендації з поєднання елементів та шарів комплекту ECWCS Gen. III залежно від зовнішніх умов та активності.
| Активність  | Температура, °C                | Шари          | Шари | Шари | Шари | Шари | Шари | Шари | Шари |
| Активність  | Температура, °C                | Частина одягу | I    | II   | III  | IV   | V    | VI   | VII  |
| ----------- | ------------------------------ | ------------- | ---- | ---- | ---- | ---- | ---- | ---- | ---- |
| Активність  | Екстремальний холод: −32 … −18 | Верх          | •    | •    | •    |      | •    |      |      |
| Активність  | Екстремальний холод: −32 … −18 | Низ           | •    | •    |      |      | •    |      |      |
| Активність  | Холод: −18 … −1                | Верх          | •    | •    |      |      | •    |      |      |
| Активність  | Холод: −18 … −1                | Низ           | •    | •    |      |      | •    |      |      |
| Активність  | Дощ/волога: −1 … +10           | Верх          | •    |      |      | •    |      |      |      |
| Активність  | Дощ/волога: −1 … +10           | Низ           | •    |      |      |      | •    |      |      |
| Активність  | Холод/волога: +1 … +7          | Верх          | •    |      |      |      | •    |      |      |
| Активність  | Холод/волога: +1 … +7          | Низ           | •    |      |      |      | •    |      |      |
| Нерухомість | Екстремальний холод: −46 … −18 | Верх          | •    | •    | •    |      | •    |      | •    |
| Нерухомість | Екстремальний холод: −46 … −18 | Низ           | •    | •    |      |      | •    |      | •    |
| Нерухомість | Холод: −18 … −1                | Верх          |      | •    |      |      | •    |      | •    |
| Нерухомість | Холод: −18 … −1                | Низ           |      | •    |      |      | •    |      |      |
| Нерухомість | Холод/волога: −1 … +7          | Верх          | •    |      | •    |      |      | •    |      |
| Нерухомість | Холод/волога: −1 … +7          | Низ           | •    |      |      |      |      | •    |      |
| Нерухомість | Дощ/волога: вище +7            | Верх          | •    | •    |      |      |      | •    |      |
| Нерухомість | Дощ/волога: вище +7            | Низ           | •    |      |      |      |      | •    |      |

## IV покоління
Станом на 2015 рік, ECWCS Gen IV перебувала в стадії розробки. Перед розробниками поставлено завдання з надання вогнестійкості, підвищення зносостійкості, повітряпроникності та зменшення ваги одягу.
Станом на 2022 рік, з'явилися для перегляду в мережі інтернет зразки четвертої генерації. Зокрема можна побачити сьомий шар, який за дизайном ідентичний своєму попереднику, але є негорючим та виконаний у кольорі «койот-браун». Негорючість є також обов'язковим елементом  п'ятого шару, і виготовляється він у новому патерні маскувального малюнку армії США — камуфляж OCP, розроблений на основі шаблону Scorpion W2.

## Інші системи
Система ECWCS не є абсолютно унікальною. У США та в інших країнах розроблено чимало високотехнологічних систем спеціалізованого багатошарового одягу для військових, пожежників, рятувальників, моряків тощо:
- APECS (англ. All Purpose Environmental Clothing System) — модифікація ECWCS для морської піхоти та ВПС США;
- PCU (англ. Protective Combat Uniform) та APCU (англ. Advanced Protective Combat Uniform) — розширена модифікація ECWCS для сил спеціального призначення США[22];
- FREE (англ. Fire Resistant Environmental Ensemble) — американська вогнезахисна багатошарова система для екіпажів літаків та бойових машин;
- ACU (англ. Army Combat Uniform) та її попередник однострій BDU (англ. Battle Dress Uniform) — основна (не зимова) багатошарова система одягу ЗС США.
- GARM — всепогодна система одягу для норвезьких збройних сил[23];
- ECIG, HIG, MIG, LIG — австрійські комерційні системи військового одягу та системи для сну за холодних умов Carinthia High Insulation Garments[24], що використовується кількома європейськими арміями;
- Всепогодная система одежды КСОР ОДКБ — система всепогодного одягу Колективних сил швидкого реагування Організації договору про колективну безпеку[25].

### Україна
2012 року представлено українську багатошарову систему одягу, що дозволяє вояку витримувати температуру навколишнього середовища від +40 до -40 °C, витримує до 4 секунд прямого впливу відкритого вогню, має підвищену вітро- та водостійкість. Колір показаних зимових комплектів — однотонний «койот» (англ. Coyote) (жовтий різновид хакі в американській номенклатурі).
Заявлено, що розробкою системи займаються українські військові, але й продемонстровано деякі речі виробництва норвезької NFM Group, що розробляла систему GARM.
2014 року, у зв'язку з війною на сході, було радикально змінено та збільшено фінансування ЗС України, розроблено та прийнято на озброєння нову форму. Попередні проекти не отримали продовження.

### Актуальна уніформа США
- ACU (Army Combat Uniform)
- MCCUU (Marine Corps Combat Utility Uniform) — уніформа Корпусу морської піхоти США
- Уніформа військово-морського флоту
- Оперативна уніформа (берегова охорона США)

### Колишня уніформа США
- BDU (Battle Dress Uniform)
- ABU (Airman Battle Uniform)
- DBDU (Desert Battle Dress Uniform)
- DNC (Desert Night Camouflage)
- DCU (Desert Combat Uniform)
- OG-107 (Olive Green 107)